# Laubwald

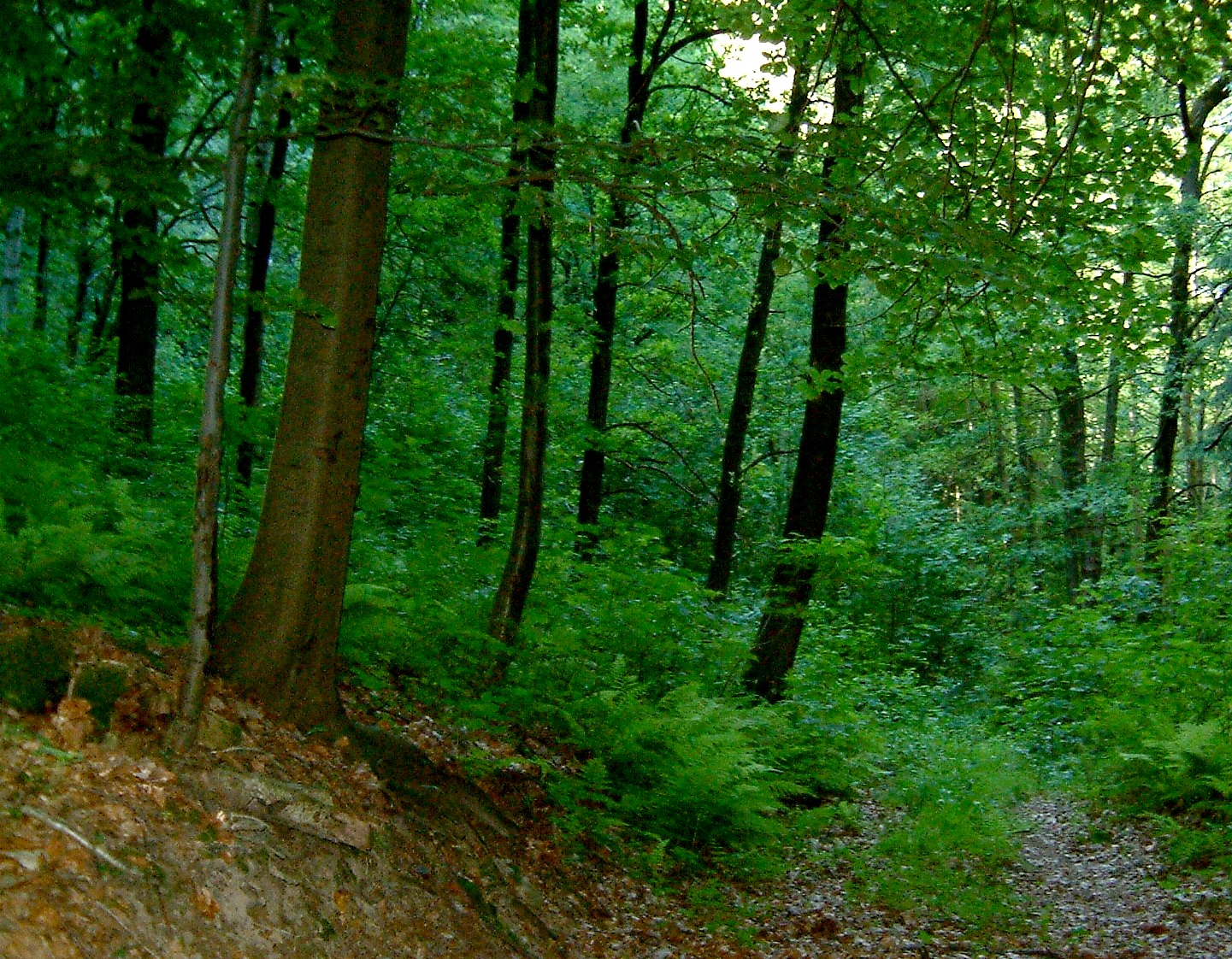
Laubwald im Juni im Erzgebirgsvorland – ca. 450 m ü. M.

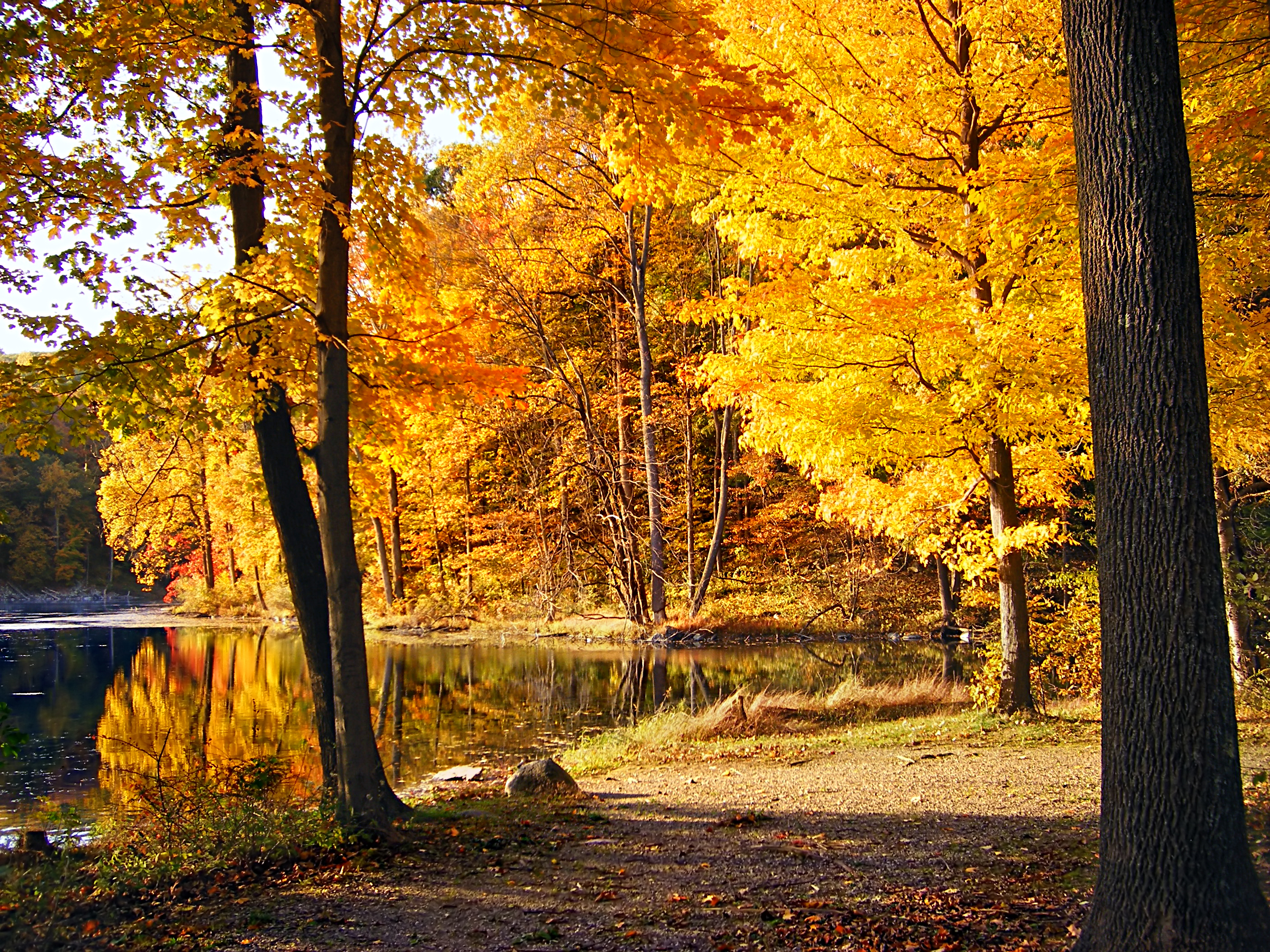
Goldener Oktober im Laubwald

Laubwälder sind Wälder, in denen im Gegensatz zu Nadel- und Mischwäldern fast ausschließlich Laub- und höchstens vereinzelt Nadelbäume vorkommen. Typische Laubwälder sind die Tropische Regenwälder, Monsun-, Lorbeer- und sommergrünen Laubwälder.
Unter den in Mitteleuropa herrschenden Klimabedingungen waren nacheiszeitlich sommergrüne Laubwälder beziehungsweise nach der Megaherbivorenhypothese parkartige Offenlandschaften mit Laubgehölzen vorherrschend, bevor der Mensch systematisch in die Baumartenzusammensetzung eingriff, oder Forste anlegte. Die häufigste potenzielle Waldgesellschaft Mitteleuropas sind Rotbuchenwälder. Nur in größeren Höhenlagen oder in kontinentaleren Bereichen, in denen das Klima für Laubgehölze zu kalt ist, konnten sich mehr Nadelbäume durchsetzen. Da jedoch Nadelbäume wie Fichten in der Forstwirtschaft höhere Erträge lieferten, oder wie die anspruchslosen Kiefern auf Grenzertragsböden noch gutes Wachstum zeigten, hat der reine Laubwald in Mitteleuropa durch menschliche Einflussnahme stark abgenommen. Während die heimischen Wälder 1860 noch zu 70 % aus Laubwäldern bestanden, sind es heute nur noch 30 %.